# Nowa Demokracja
Nowa Demokracja (gr. Νέα Δημοκρατία, Nea Dimokratia, ND) – grecka centroprawicowa partia polityczna o profilu liberalno-konserwatywnym.

## Historia
Założona 4 października 1974 r. przez Konstandinosa Karamanlisa. Była następczynią istniejącej przed 1967 Unii Narodowo-Radykalnej. Od 2016 przewodniczącym jest Kiriakos Mitsotakis.
16 września 2007 wygrała wybory parlamentarne, uzyskując z poparciem 41,84% 152 miejsca w 300-osobowym parlamencie. W wyborach parlamentarnych w październiku 2009 poniosła porażkę, zdobywając 33,48% głosów (91 mandatów), w wyniku czego przeszła do opozycji. Trzy lata później wygrała wybory zdobywając 18,65% głosów. Dzięki greckiej konstytucji, premiującej zwycięzcę dodatkowymi 50 mandatami, umożliwiło to uzyskanie łącznie 108 mandatów w 300-osobowym parlamencie. Okazało się to zbyt mało dla sformowania rządu, nawet koalicyjnego.

## Przewodniczący Nowej Demokracji
- Konstandinos Karamanlis (1974–1980)
- Georgios Rallis (1980–1981)
- Ewangelos Awerof (1981–1984)
- Konstandinos Mitsotakis (1984–1993)
- Miltiadis Ewert (1993–1997)
- Kostas Karamanlis (1997–2009)
- Andonis Samaras (2009–2015)
- Wangelis Meimarakis (p.o.) (2015–2016)
- Kiriakos Mitsotakis (od 2016)

## Poparcie w wyborach
| Wybory        | Poparcie | Zmiana punktów procentowych | Mandaty (Izba Deputowanych) | Zmiana |
| ------------- | -------- | --------------------------- | --------------------------- | ------ |
| 1974          | 54.37%   | –                           | 220                         | –      |
| 1977          | 41.84%   | 12,53                       | 171                         | 49     |
| 1981          | 35.87%   | 5,97                        | 115                         | 56     |
| 1985          | 40.8%    | 4,9                         | 126                         | 11     |
| Czerwiec 1989 | 44.3%    | 3,5                         | 145                         | 19     |
| Listopad 1989 | 46.2%    | 1,9                         | 148                         | 3      |
| 1990          | 46.9%    | 0,7                         | 150                         | 2      |
| 1993          | 39.30%   | 7,59                        | 111                         | 39     |
| 1996          | 38.12%   | 1,2                         | 108                         | 3      |
| 2000          | 42.74%   | 4,62                        | 125                         | 17     |
| 2004          | 45.4%    | 2,7                         | 165                         | 39     |
| 2007          | 41.86%   | 3,54                        | 152                         | 13     |
| 2009          | 33.48%   | 8,37                        | 91                          | 61     |
| Maj 2012      | 18.85%   | 14,63                       | 108                         | 17     |
| Czerwiec 2012 | 29.66%   | 10,81                       | 129                         | 21     |
| Styczeń 2015  | 27.8%    | 1,9                         | 76                          | 53     |
| Wrzesień 2015 | 28.1%    | 0.3                         | 75                          | 1      |
| 2019          | 39.9%    | 11,8                        | 158                         | 83     |
| Maj 2023      | 40.8%    | 0,9                         | 146                         | 12     |
| Czerwiec 2023 | 40.6%    | 0,2                         | 158                         | 12     |

| Wybory | Poparcie | Zmiana punktów procentowych | Mandaty | Zmiana | L. miejsc dla Grecji |
| ------ | -------- | --------------------------- | ------- | ------ | -------------------- |
| 1984   | 38,05%   | –                           | 9       | –      | 24                   |
| 1989   | 40,45%   | 2,40                        | 10      | 1      | 24                   |
| 1994   | 32,70%   | 7,75                        | 9       | 1      | 24                   |
| 1999   | 36,00%   | 3,30                        | 9       | –      | 24                   |
| 2004   | 43,02%   | 7,02                        | 11      | 2      | 24                   |
| 2009   | 32,29%   | 10,73                       | 8       | 3      | 22                   |
| 2014   | 22.7%    | 9,6                         | 5       | 3      | 21                   |
| 2019   | 33.11%   | 10,4                        | 8       | 3      | 21                   |
| 2024   | 28.31%   | 4,8                         | 7       | 1      | 21                   |